# Südostasiatische Spitzmaus
Die Südostasiatische Spitzmaus (Crocidura fuliginosa) ist eine Spitzmausart aus der Gattung der Weißzahnspitzmäuse (Crocidura). Sie kommt in weiten Teilen Südostasiens vor.

## Merkmale
Mit einer Kopf-Rumpf-Länge von 7,9 bis 10,5 Zentimetern und einem Gewicht von etwa 13 Gramm zählt die Südostasiatische Spitzmaus zu den größeren Spitzmausarten. Der Schwanz erreicht eine Länge von 62 bis 89 Millimetern und meistens etwa 80 % bis maximal 90 % der Kopf-Rumpf-Länge. Der Hinterfuß weist eine Länge von 15 bis 19 Millimetern und das Ohr von etwa 10 Millimetern auf. Das Rückenfell ist rauchig braun bis dunkel grauschwarz, zur Bauchseite verändert sich die Färbung graduell zu einem Dunkelgrau. Der Schwanz ist auf der Oberseite dunkelbraun und auf der Unterseite etwas heller, allerdings nicht deutlich kontrastiert.
| 1 | · | 3 | · | 1 | · | 3 | = 28 |
| 1 | · | 1 | · | 1 | · | 3 | = 28 |

Der Schädel hat eine Gesamtlänge von 22 bis 25 Millimetern. Wie alle Arten der Gattung besitzt die Art im Oberkiefer pro Hälfte einen Schneidezahn (Incisivus) und danach drei einspitzige Zähne, einen Prämolaren und drei Molaren. Im Unterkiefer besitzt sie dagegen einen einzelnen Eckzahn (Caninus) hinter dem Schneidezahn. Insgesamt verfügen die Tiere damit über ein Gebiss aus 28 Zähnen. Die Zahnwurzeln sind wie bei allen Weißzahnspitzmäusen im Gegensatz zu denen der Rotzahnspitzmäuse nicht pigmentiert.
Das Genom der Südostasiatischen Spitzmaus wurde von Tieren aus Indochina und der Malaiischen Halbinsel untersucht. Dabei konnte festgestellt werden, dass der diploide Chromosomensatz aus 2n=40 (FN=54–58) besteht.

## Verbreitung

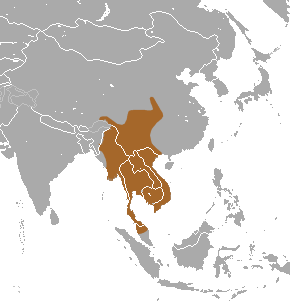
Verbreitungsgebiet (braun) von Crocidura fuliginosa nach Angaben der IUCN

Die Südostasiatische Spitzmaus kommt in weiten Teilen Südostasiens vor. Das Verbreitungsgebiet erstreckt sich von den zentralen und südlichen Regionen im Osten der Volksrepublik China über das gesamte südostasiatische Festland. Dabei kommt sie in Kambodscha, Laos, Malaysia, Myanmar, Thailand und Vietnam vor. Auch in Indien wurde die Art vereinzelt nachgewiesen, konkrete Angaben liegen jedoch nicht vor. Die Populationen der Insel Taiwan gelten dagegen als eigene Art. Die Höhenverbreitung liegt wahrscheinlich unterhalb von 3000 Metern.

## Lebensweise
Die Lebensweise der Südostasiatischen Spitzmaus ist wie bei vielen Spitzmausarten weitestgehend unerforscht. Es wird angenommen, dass sie vor allem im Flachland im Bereich von Flusstälern und Gebirgsausläufern mit trockener und heißer Witterung vorkommt. Wie alle Spitzmäuse ernährt sich auch diese Art von wirbellosen Tieren, vor allem Insekten und Würmern. Über die Fortpflanzung ist nichts bekannt.

## Systematik
Die Südostasiatische Spitzmaus wird als eigenständige Art innerhalb der Gattung der Weißzahnspitzmäuse (Crocidura) eingeordnet, die aus etwa 170 Arten besteht. Die wissenschaftliche Erstbeschreibung stammt von Edward Blyth aus dem Jahr 1856, der ein Individuum aus Schwegyin in der Nähe der Stadt Bago im heutigen Myanmar beschrieb. In diese Art wurden zeitweise verschiedene heute als eigene Arten betrachtete Formen eingeordnet, vor allem Crocidura malayana, die auf der Malaiischen Halbinsel und einigen vorgelagerten Inseln vorkommt. Bei Funden aus der chinesischen Provinz Zhejiang aus dem Jahr 1993, die dieser Art zugeordnet werden, handelt es sich wahrscheinlich um eine eigene, bislang unbeschriebene Art.
Innerhalb der Art wird heute neben der Nominatform Crocidura fuliginosa fuliginosa eine weitere Unterart namens Crocidura fuliginosa dracula unterschieden. Diese wird allerdings gelegentlich auch als eigene Art Crocidura dracula ausgelagert.

## Bedrohung und Schutz
Die Südostasiatische Spitzmaus wird von der International Union for Conservation of Nature and Natural Resources (IUCN) aufgrund des sehr großen Verbreitungsgebietes, der angenommenen großen Populationen und der relativ großen Anpassungsfähigkeit an veränderte Habitate als nicht gefährdet (least concern) eingeordnet. Zudem kommt die Art innerhalb ihres Verbreitungsgebietes in zahlreichen geschützten Gebieten vor. Potenzielle Gefahren für die Gesamtbestände der Art sind nicht bekannt.

## Belege
1. 1 2 3 4 5  
Robert S. Hoffmann, Darrin Lunde: Southeast Asian Shrew. In: Andrew T. Smith, Yan Xie: A Guide to the Mammals of China. Princeton University Press, Princeton NJ 2008, ISBN 978-0-691-09984-2, S. 299.
2. 1 2 3 4 5  
Crocidura fuliginosa. In: Don E. Wilson, DeeAnn M. Reeder (Hrsg.): Mammal Species of the World. A taxonomic and geographic Reference. 2 Bände. 3. Auflage. Johns Hopkins University Press, Baltimore MD 2005, ISBN 0-8018-8221-4.
3. 1 2 3 4  
Crocidura fuliginosa in der Roten Liste gefährdeter Arten der IUCN 2013.2. Eingestellt von: S. Molur, 2008. Abgerufen am 16. Januar 2014.
4. ↑  
Crocidura malayana. In: Don E. Wilson, DeeAnn M. Reeder (Hrsg.): Mammal Species of the World. A taxonomic and geographic Reference. 2 Bände. 3. Auflage. Johns Hopkins University Press, Baltimore MD 2005, ISBN 0-8018-8221-4.